# Jonathan Culler
Jonathan Dwight Culler (1º ottobre 1944) è un critico letterario statunitense, noto tra i decostruzionisti e per aver introdotto in inglese movimenti di teoria letteraria francesi.

## Biografia
Jonathan Culler è cresciuto a New Haven, nel Connecticut (figlio di Dwight Culler, a sua volta insegnante universitario). Si è laureato ad Harvard nel 1966, per proseguire gli studi all'Università di Oxford, dove ha studiato letteratura comparata e ha preso il dottorato (Ph.D.) nel 1972.
La sua tesi di laurea esplorava il nascente strutturalismo francese e prestava attenzione sulla critica letteraria di Scuola di Ginevra, insieme con filosofi quali Maurice Merleau-Ponty, antropologi come Claude Lévi-Strauss, linguisti come Ferdinand de Saussure e semiologi come Roland Barthes. Sulla stessa linea anche la tesi di dottorato, Structuralism: A Study in the Development of Linguistic Models and their Application to Literary Studies (poi rivista e pubblicata con il titolo di Structuralist Poetics) spostava negli Stati Uniti un dibattito europeo al quale contribuì a distanza.
Ha insegnato letteratura francese e linguistica al Selwyn College della Cambridge University dal 1969 al 1974, e al Brasenose College di Oxford dal 1974 al 1977 (è stato anche "visiting professor" a Yale nel 1975 e socio presidente della "Semiotic Society of America" nel 1988).
È quindi diventato professore di letteratura inglese e letteratura comparata alla Cornell University. I suoi studi e lavori, oltre ai precedenti hanno incluso Jacques Derrida e il decostruzionismo, Gérard Genette e la narratologia, la lirica (soprattutto i poeti Charles Baudelaire e Gerard Manley Hopkins).
È sposato con Cynthia Chase, critica letteraria e accademica della stessa università.

## Opere (scelta)
- Flaubert: The Uses of Uncertainty, 1974, 19852
- Structuralist Poetics: Structuralism, Linguistics, and the Study of Literature, 1975, 20022
- Ferdinand de Saussure, 1976, 19862
- The Pursuit of Signs: Semiotics, Literature, Deconstruction, 1981, 20012
- On Deconstruction: Theory and Criticism after Structuralism, 1982
  - trad. it. Sandra Cavicchioli, Sulla decostruzione, Milano: Bompiani, 1988
- Roland Barthes, 1983, come Roland Barthes: A Very Short Introduction, 20012
- The Call of the Phoneme: Puns and the Foundations of Letters (a cura di), 1987
- Framing the Sign: Criticism and Its Institutions, 1988
- On Puns: The Foundation of Letters, 1988
- In difesa della sovrainterpretazione in Umberto Eco, Interpretazione e sovrainterpretazione. Un dibattito con Richard Rorty, Jonathan Culler e Christine Brooke-Rose, a cura di Stefan Collini, ed. it. a cura di Sandra Cavicchioli, Milano: Bompiani, 1995, pp. 133-50
- Literary Theory: A Very Short Introduction, 1997
  - trad. it. Gian Paolo Castelli, Teoria della letteratura. Una breve introduzione, prefazione di Francesco Muzzioli, Roma: Armando, 1999
- Just Being Difficult? Academic Writing in the Public Arena (a cura di, con Kevin Lamb), 2003
- Deconstruction: Critical Concepts (a cura di, 4 voll.), 2003
- Grounds of Comparison: Around the Work of Benedict Anderson (a cura di, con Pheng Cheah), 2003
- The Literary in Theory, 2007